# (5250) Jas
(5250) Jas es un asteroide perteneciente al cinturón de asteroides, descubierto el 21 de agosto de 1984 por Antonín Mrkos desde el Observatorio Kleť, České Budějovice, República Checa.

## Designación y nombre
Designado provisionalmente como 1984 QF. Fue nombrado Jas en homenaje a Jas, palabra checa para brillo, simboliza la Sociedad Astronómica de Bohemia del Sur, conocida en checo como Jihočeská Astronomická Společnost. Inaugurada en 1928, la sociedad se ocupó principalmente de la educación y la popularización de la astronomía, para ello fundó el Observatorio České Budějovice en 1937.

## Características orbitales
Jas está situado a una distancia media del Sol de 2,678 ua, pudiendo alejarse hasta 3,188 ua y acercarse hasta 2,168 ua. Su excentricidad es 0,190 y la inclinación orbital 13,48 grados. Emplea 1601,32 días en completar una órbita alrededor del Sol.

## Características físicas
La magnitud absoluta de Jas es 12,8. Tiene 7 km de diámetro y su albedo se estima en 0,291.